# Valièra
ValièraVallière) és una comuna (municipi) de França, a la regió de la Nova Aquitània, departament de la Cruesa.
La seva població al cens de 1999 era de 774 habitants. Està integrada a la Communauté de communes d'Aubusson-Felletin.

## Demografia
| 1962                                       | 1968 | 1975 | 1982 | 1990 | 1999 | 2007 |
| ------------------------------------------ | ---- | ---- | ---- | ---- | ---- | ---- |
| 862                                        | 994  | 940  | 885  | 814  | 774  | 756  |
| Des de 1962: població sense dobles comptes |      |      |      |      |      |      |

## Administració
| Període   | Identitat      | Partit |
| --------- | -------------- | ------ |
| 2001-2008 | Yves Chamfreau | UMP    |
| 2008-     | Valérie Bertin |        |